# Греко-римская борьба на летних Олимпийских играх 2016 — до 98 кг
Соревнования по борьбе в весовой категории до 98 килограммов на летних Олимпийских играх 2016 года прошли 16 августа 2016 года на Арене Кариока 2 с 10:00 до 13:00 и с 16:00 до 19:00 В этом весе приняло участие 19 спортсменов.

## Призёры
| Золото                  | Серебро          | Бронза              |
| Артур Алексанян Армения | Ясмани Луго Куба | Дженк Ильдем Турция |
| Артур Алексанян Армения | Ясмани Луго Куба | Гасем Резаи Иран    |

## Превью
Федерация Объединённый мир борьбы называет следующих спортсменов претендентами на призовые места :
Фавориты
- Чемпион мира 2014 и 2015 годов, трёхкратный чемпион Европы Артур Алексанян (№2 мирового рейтинга);
- Действующий чемпион Европы Никита Мельников (№1). Однако Никита Мельников, несмотря на то, что называется мировой федерацией борьбы фаворитом, и является единственным, кто одержал победу над Артуром Алексаняном в этом олимпийском цикле, не включен в состав сборной России и не выступит на олимпийских играх [2]

Претенденты
- Действующий олимпийский чемпион, серебряный призёр чемпионата мира 2015 года Гасем Резаи (№3);
- Двукратный чемпион мира среди юниоров, бронзовый призёр чемпионата мира 2015 года Ислам Магомедов (№4) ;

Тёмные лошадки
- Бронзовый призёр чемпионата мира 2015 года Дмитрий Тимченко (№9).